# Emil Bergman
Emil Bergman, detto Nacka (Oppala, 28 luglio 1908 – Johanneshov, 13 aprile 1975), è stato un hockeista su ghiaccio svedese.

## Palmarès

### Olimpiadi invernali
- Argento a Sankt Moritz 1928 nell'hockey su ghiaccio.